# GDDR6 SDRAM
GDDR6は graphics double data rate type six synchronous dynamic random-access memoryの略語であり、2018年から流通し始めた、同期グラフィックランダムアクセスメモリ（SGRAM）の一種である。グラフィックスカード、ゲーム機 および高性能計算といった帯域幅 （「 ダブルデータレート 」）インターフェースで使用するために設計された。これは、GDDR SDRAM（グラフィックDDR SDRAM）およびGDDR5の後継である。

## 概要
最終的な仕様は2017年7月にJEDECより公開された。
ピンあたりの帯域幅の増加（最大16Gbit/s）と低い動作電圧（1.35V）を実現し、GDDR5Xと比較して性能の向上と消費電力の低減を実現している。

## 商品化

### Samsung
Hot Chips 2016で、SamsungはGDDR5Xの後継としてGDDR6を発表。2017年12月に最初の製品が最大16Gbit/s, 1.35 Vチップになると発表し、2018年1月には、16ギガビット(2Gバイト)のGDDR6チップの量産を開始した。このチップは、10nmクラスのプロセスで製造され、データレートはピンあたり最大18Gbpsであった。

### Micron Technology
Micron Technologyは2017年2月に、2018年初頭までに独自のGDDR6製品をリリースすると発表した。その後、2018年6月に8Gb製品の量産を開始した。

### SK Hynix
SK Hynixは、2017年4月においてGDDR6製品が2018年初頭にリリースされることを発表した。この8Gbチップは21nmプロセスで製造され、GDDR5よりも10％低い1.35Vで動作し、転送速度は16ギガビット/秒である。SK HynixのGDDR6 RAMを使用した最初のグラフィックスカードは、384ビットのメモリバスに12GBのRAMを備えることで帯域幅を768GB/秒となることが予想されたでSK Hynixは2018年2月に容量8Gb、ピンあたりデータレート14Gb/sのチップの量産を開始した。

### NVIDIA
NVIDIAは2018年8月20日にGDDR6、TuringベースのGeForce RTX 2080 Ti、RTX 2080およびRTX 2070、2019年1月6日にRTX 2060を、2019年2月にGTX 1660 Tiを使用した最初のコンシューマグラフィックスカードを正式に発表した。RTX 20シリーズは当初マイクロンのメモリチップを使用していたが、2018年11月までにサムスン電子製メモリチップに切り替えた。
なおSamsung ElectronicsのGDDR6メモリは、TuringベースのQuadro RTXシリーズにも使用された。

### AMD
AMDは、2019年6月10日にRadeon RX 5700、5700 XT、および5700 XT 50周年記念エディションを正式に発表。これらのNavi 10 GPUは8GBのGDDR6メモリを搭載した 。

## 経緯
- 2016年8月 - SamsungがHot Chips 2016でGDDR5Xの後継としてGDDR6を発表。
- 2017年
  - 2月 - Micron Technologyは2018年初頭までに独自のGDDR6製品をリリースすると発表。
  - 4月21日 - SK Hynixは2018年2月よりGDDR6チップを生産することを発表。チップは12nmプロセスで生産され、転送速度は16ギガビット/秒、電圧はGDDR5より10%低くなるという。同社のGDDR6 RAMを使用した最初のグラフィックスカードは、帯域幅768GB/秒、12384ビットのメモリバスを備え、データレートはピンあたり14Gbpsになるという。
  - 6月 - Micron Technologyは8Gb製品の量産を開始。
  - 12月 - SamsungがGDDR6最初の製品が最大16Gbit/s, 1.35 Vチップになると発表する。
- 2018年
  - 1月 - Samsungが16ギガビット/秒のGDDR6チップの量産を開始、製造は10nmクラスのFinFETプロセスで、データレートはピンあたり最大18Gbps。
  - 8月20日 - NVIDIAはGDDR6と搭載したTuringベースのGeForce RTX 2080 Ti、RTX 2080およびRTX 2070を発表。
- 2019年
  - 1月6日 - NVIDIAはRTX 2060を発表。
  - 2月22日 - NVIDIAはGTX 1660 Tiを発表。
  - 6月10日 - AMDはRadeon RX 5700、5700 XT、および5700 XT 50周年記念エディションを発表、これらのNavi10 GPUは8GBのGDDR6メモリを搭載する。